# Dancing on Ice
Dancing on Ice é uma série de televisão britânica apresentada por Phillip Schofield ao lado de Holly Willoughby de 2006 a 2011, depois retornou em 2018 e Christine Lampard de 2012 a 2014. A série apresenta celebridades e seus parceiros profissionais patinando na frente de um painel de juízes. A série, transmitida pela ITV , começou em 14 de janeiro de 2006 e terminou em 9 de março de 2014 após o contrato não ter sido renovado pela ITV.
Em 4 de setembro de 2017, foi anunciado que uma série renovada iria ao ar na ITV a partir de 7 de janeiro de 2018, com Schofield e Willoughby retornando como apresentadores ao lado da nova juíza Ashley Banjo . 